# Église de Hover
L'église de Hover (en danois : Hover kirke) est une église située à environ deux kilomètres à l'ouest du village de Hover, dans la municipalité de Ringkøbing-Skjern, au Danemark.

## Description
Construite au XIIe siècle, c'est l'une des plus anciennes églises en pierre du Danemark. Sa forme et son apparence n’ont guère changé au cours des 800 dernières années, ce qui en fait un bon exemple de l'ancienne architecture danoise. 

## Patrimoine du Danemark
L'église est reprise dans le Canon de la culture danoise dans la catégorie architecture.

## Vues de l'intérieur

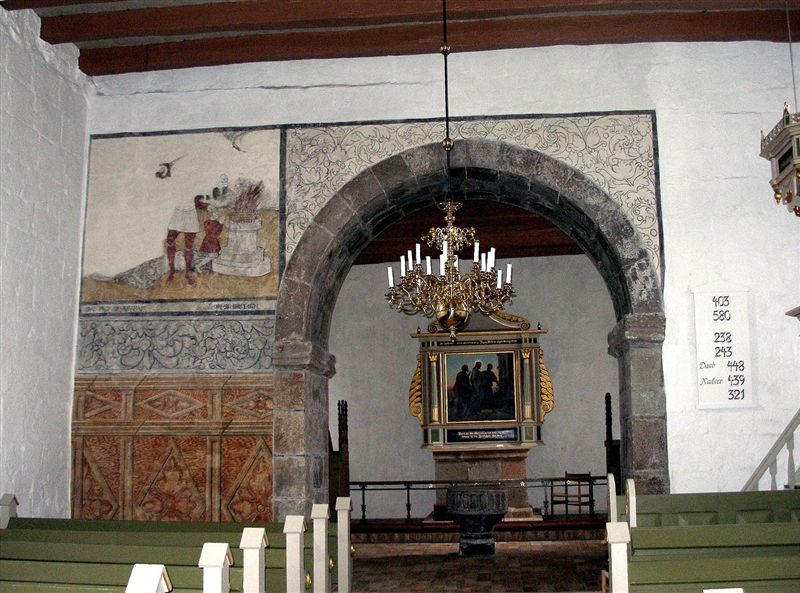
Vue générale.
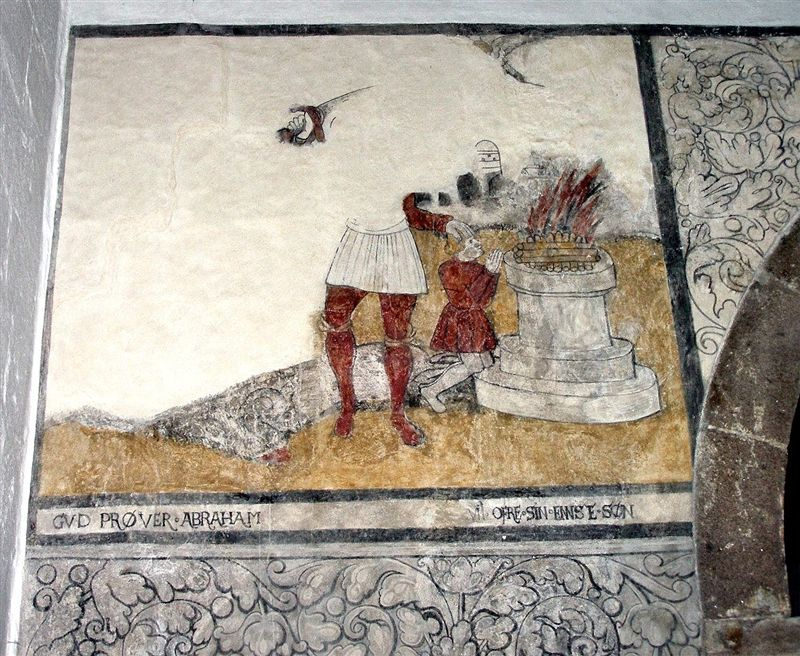
Les peintures murales sur le mur triomphal (da) (triumfvæg).
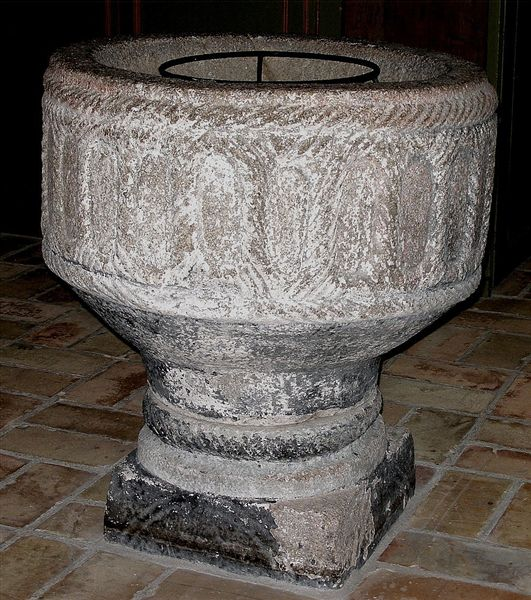
Les fonts baptismaux.